# Эмигранты (роман)
«Эмигра́нты» — роман А. Н. Толстого, основанный на реальных событиях. Написан в 1931 году, публиковался в журнале «Новый мир» с названием «Чёрное золото», под которым выходил отдельными изданиями 1932 и 1933 годов, и в составе собрания сочинений в 1935 году. Автор предполагал включить этот текст в цикл «Хождение по мукам» в качестве четвёртой части. После ожесточённой РАППовской критики, обвинявшей писателя в неудачном синтезе авантюрного и политического жанра, в 1939 году Алексей Толстой кардинально переписал роман, поменяв его заглавие. Сам автор определял жанр своего текста как повесть.
Первоначальный вариант романа был основан на материалах брошюры В. В. Воровского «В мире мерзости запустения» (1919), посвящённой «Военной организации для восстановления империи» в Стокгольме. Её основателем был реально существовавший писатель, журналист и предприниматель Магомет Бек Хаджет Лаше, создавший свою организацию в 1918 году. Обращение Толстого к событиям десятилетней давности объяснялось резким ухудшением внешнеполитического положения СССР, в частности, убийством советского посла Войкова в Варшаве и инцидентом на КВЖД. После переработки романа международный заговор с целью расчленения и разграбления России стал только фоном для описания судеб русских эмигрантов — «листьев, оторванных бурей от дерева и растоптанных подошвами». Главный герой носит фамилию Налымов, что отсылает к раннему творчеству А. Толстого.

## Сюжет
Главные герои — спивающийся офицер-семёновец Налымов (ставший лицом без гражданства и без определённых занятий) и бывшая княгиня Вера Юрьевна Чувашева, сделавшаяся проституткой. Она (как и её подруги по несчастью) вынуждены сотрудничать с полковником Магомет Беком Хаджетом Лаше, который хочет организовать общеевропейскую интервенцию против Советской России, рассчитывая захватить нефтяные концессии на Северном Кавказе. Его агенты занимаются убийствами советских дипломатов и частных лиц, сочувствующих Москве; Чувашева и её подруги должны их соблазнять и заманивать в притон, где их пытают и казнят. Трагический роман Налымова и Веры Юрьевны (которая с ностальгией вспоминает Константинополь 1918 года, где её подобрал Хаджет Лаше) разворачивается на фоне деятельности реальных лиц: кавказских магнатов Тапы Чермоева и Леона Манташева, глав различных эмигрантских группировок — князя Г. Львова, Н. Денисова, издателя В. Бурцева, генерала Н. Юденича. Налымов во время поездки в Лондон встречается с нефтяным магнатом Детердингом. Шведский журналист Бистрем, противостоящий «Организации возрождения империи», пробирается в Петроград, а затем участвует в разоблачении махинаций Хаджета Лаше. Из личных соображений ему помогает Налымов, который в последний момент спасает Веру Юрьевну (её убивают голодом и жаждой). Хотя Бистрему не удалось добиться окончательного осуждения Хаджета Лаше, тот получил десять лет тюрьмы. Вера Юрьевна приговорена к полутора годам заключения, Налымов остался в Стокгольме и навещал её каждую неделю. «…Иногда сам себя спрашивал, — зачем он живёт на свете?..»

## История создания. Текстовые варианты
Роман «Чёрное золото» оперативно создавался в течение 1931 года, и сразу по написанию очередной главы она шла в журнал «Новый мир», в котором текст печатался весь год (№ 1—12). В переписке с М. Горьким от сентября и октября А. Толстой достаточно подробно отразил перипетии работы над романом. Ю. Крестинский обнаружил в архиве писателя вариант окончания романа, в котором Налымов погибает, а Вера Юрьевна в одиночку пытается вернуться в Россию. Возможно, этот черновик относился к переработанному варианту: в 1936 году Алексей Николаевич планировал включить роман в эпопею «Хождения по мукам», в котором «Чёрное золото» составило бы четвёртую часть, и планировал пятую, последнюю.

«Мурильевские личики» (Две женщины в окне)

Алексей Толстой настаивал на строгой документальной основе своего романа. Главным его источником была брошюра В. Воровского «В мире мерзости запустения. Русская белогвардейская лига убийц в Стокгольме», опубликованная в Москве в конце 1919 года. В свою очередь, она была основана на материалах шведских газет от сентября 1919 года и некоторых сведений из советского постпредства в Стокгольме. Воровский, описывая уголовную организацию Хаджета Лаше, доказывал, что «Лига» поддерживалась английским, американским и французским военными штабами при попустительстве со стороны шведских властей. В конце 1920-х годов данная тема вновь сделалась политически актуальной, в связи с широким наступлением на СССР. После убийства советского посла в Лондоне в 1927 году были разорваны дипломатические отношения с Великобританией, в 1929 году произошёл вооружённый конфликт на КВЖД. Внутри страны разворачивались «шахтинское дело» и «процесс промпартии». Однако Толстого интересовала литература, а не политика, и даже среди описанных Воровским реальных лиц он находил прототипы будущих своих героев. Так, образ Лильки Степановой был основан на фигуре дочери генерал-майора Гиссера — «девушки с мурильевским личиком», которая проявила большой талант в заманивании жертв. Некоторые черты Анны Потуловой — безвольной марионетки Хаджета Лаше, и несдавшейся госпожи Ронконен потом были использованы для лепки характера Веры Юрьевны. Однако в брошюре Воровского не было персонажа, хотя бы отдалённо напоминавшего Налымова. В обстановке начала 1930-х годов А. Толстой не мог писать об эмиграции в том же эпическом ключе, в котором создавалось «Хождение по мукам». В результате, создав начальные главы в хорошо узнаваемом эпопейном стиле (особенно заметном в контрастных описаниях послевоенного Парижа и осаждённого белыми Петрограда), он переключился на регистр детективно-авантюрного романа и, отчасти, памфлета. Это накладывалось на личное знание автором изнанки эмиграции, поскольку, кроме Налымова и трёх женщин, все персонажи романа, в том числе второстепенные, существовали на самом деле.
После окончания журнального варианта А. Толстой оперативно стал готовить книжное издание, о чём писал Горькому. «Левый перегиб» к тому времени был осуждён на высоком уровне, рукопись была сдана в набор 3 марта 1932 года и подписана в печать 2 июля. Автор сделал лишь минимальную правку: заменил определение «роман» на «Зарисовки девятнадцатого года», снял эпиграф «Рим — это мир. Остальное — варвары». Этот вариант печатался также в 1933 году и вошёл в собрание сочинений 1935 года (том VII).
В 1939 году А. Н. Толстой подверг свой текст кардинальной переработке, затронув правками в буквальном смысле каждую страницу рукописи. Изменялись смысл и композиция текста. В частности, вместо 44 глав первой редакции были выделены 65. Наиболее существенными были сокращения, которые привели и к жанровому переосмыслению — вместо романа повесть. Автор выбросил историю дома Ротшильдов (глава 12) и Северо-Западного правительства (глава 35), а также встречу Воровского с Бистремом, и добавил ряд сцен, некоторые переписал заново. Была добавлена беседа Денисова с Лисовским в ресторане; коренным образом переделан диалог между Налымовым и Верой Юрьевной в Севре, после приезда Хаджет Лаше, диалог между Милюковым и англичанином Вильямсом, Хаджет Лаше и полковником Пети. Был заново написан рассказ Бистрема Ардашеву о поездке в Советскую Россию и сцена суда, куда вошло выступление Налымова. Было полностью переделано начало произведения. Сцены с дачей в Севре (дорогом притоне, где содержали Лильку и Веру Юрьевну) и визитом туда Налымова в первой редакции следовали после ужина у князя Львова и прогулки Набокова с Чермоевым по ночному Парижу. Это разрывало связь сюжета и последующей сцены в редакции газеты «Общее дело», поэтому писатель поменял главы местами. Новый текст получил название «Эмигранты». В таком виде он был выпущен «Советским писателем» в 1940 году и с тех пор многократно переиздавался.

## Критическое восприятие
Роман «Чёрное золото» был крайне резко принят критикой, как левой, так и эмигрантской. Ещё только начатое печатанием произведение было разгромлено Л. Авербахом на пленуме ВОАППа в мае 1931 года. Роман был назван «бульварной авантюрщиной», «материалом мимикрии писателя». Алексей Толстой прямо заявил: «Иногда казалось, что это делается для того, чтобы сорвать писание романа». Иван Алексеевич Бунин назвал роман «пасквилем, сочинённым в угоду Кремлю и советской черни». Одним из главных источников возмущения стало изображение в романе князя Львова, у которого в 1919 году бывали и Бунин, и Алексей Толстой. В критике были представлены и сугубо литературные претензии: так, Н. Гнедина в 1932 году отметила, что название романа не вполне отвечает его содержанию. «Основа романа — судьба „листьев“ — эмигрантов, а не „чёрное золото“, в какой бы последовательности не был рассказан сюжет». Возможно, подобного рода высказывания повлияли на смену названия автором.
В дальнейшем в советской критике взгляды на значение «Эмигрантов» претерпели существенную метаморфозу. А. Алпатов в пособии для учителей отмечал, что произведение выполнено в жанре памфлета, что определило резкую сатиричность, заострённость письма. В романе (критик так определяет жанр) дана большая портретная галерея видных политических деятелей, включая Вильсона, Клемансо, Черчилля, Ллойд Джорджа, выписанных с большим мастерством. В этих сценах сильна публицистичность, «много черт, идущих от газеты, от злободневного газетного фельетона или очерка». Таково, например, описание процедуры подписания Версальского мира и — по контрасту — описание боксёрского поединка. В тексте широко использовались подлинные выдержки из эмигрантской прессы, а сам роман заканчивается яркой судебной речью Бистрема. С. Боровиков, продолжая ту же линию восприятия, отмечал:

«Чёрное золото» стало предтечей того, что сейчас называют политическим искусством — в частности, книг и кинофильмов, раскрывающих борьбу чекистов с западными разведками и эмигрантскими организациями. Без романа Толстого, без его завоеваний, без уроков его достижений и срывов этих произведений, думается, не было бы.
А. Варламов в новой биографии А. Толстого, утверждал, что роман «Чёрное золото» создавался в условиях ностальгии по эмиграции, обратной той, что Алексей Николаевич испытывал в Париже и Берлине. Иными словами, прикрываясь «деланным осуждением», он с сожалением описывал парижские злачные места.